# Comuna Podgora, Split-Dalmația
Podgora este o comună în cantonul Split-Dalmația, Croația, având o populație de 2.518 locuitori (2011).

## Demografie
Componența etnică a comunei Podgora
     Croați (94,8%)
     Bosniaci (1,63%)
     Sârbi (1,07%)
     Necunoscut (0,12%)
     Neclasificat (2,07%)
Componența confesională a comunei Podgora
     Catolici (82,29%)
     Fără religie și atei (10,17%)
     Musulmani (1,55%)
     Agnostici și sceptici (1,27%)
     Ortodocși (1,15%)
     Necunoscută (3,18%)
     Alte religii (0,4%)
Conform recensământului din 2011, comuna Podgora avea 2.518 locuitori. Din punct de vedere etnic, majoritatea locuitorilor (94,8%) erau croați, existând și minorități de bosniaci (1,63%) și sârbi (1,07%). Apartenența etnică nu este cunoscută în cazul a 0,12% din locuitori. Din punct de vedere confesional, majoritatea locuitorilor (82,29%) erau catolici, existând și minorități de persoane fără religie și atei (10,17%), musulmani (1,55%), agnostici și sceptici (1,27%) și ortodocși (1,15%). Pentru 3,18% din locuitori nu este cunoscută apartenența confesională.